# Типтон (Пенсилванија)
Типтон (енгл. Tipton) насељено је место без административног статуса у америчкој савезној држави Пенсилванија.

## Демографија
По попису из 2010. године број становника је 1.083, што је 142 (-11,6%) становника мање него 2000. године.
| Група             | 2000.         | 2010.         |
| Белци             | 1.210 (98,8%) | 1.071 (98,9%) |
| Афроамериканци    | 2 (0,2%)      | 5 (0,5%)      |
| Азијати           | 0 (0,0%)      | 1 (0,1%)      |
| Хиспаноамериканци | 4 (0,3%)      | 4 (0,4%)      |
| Укупно            | 1.225         | 1.083         |